# Université d'Aix-Marseille
La Université d'Aix-Marseille és una universitat pública de recerca situada a la regió de la Provença al sud de França.
L'AMU té el pressupost més gran de totes les institucions acadèmiques del món francòfon, amb 750 milions d'euros.
La universitat s'organitza al voltant de cinc campus principals situats a Ais de Provença i Marsella.
AMU ha produït molts graduats notables en els camps del dret, la política, els negocis, les ciències, el món acadèmic i les arts. Fins ara, els graduats i el professorat de la universitat inclouen quatre premis Nobel.

## Graduats famosos
- Nicolas Berjoan, un professor universitari i autor
- Jean-Étienne Portalis, un jurista francès